# HD 125658
HD 125658 är en variabel stjärna  och vit jätte i Björnvaktarens stjärnbild.
Stjärnan varierar i visuell magnitud mellan +6,34 och 6,45 utan någon fastställd period.